# Footballeur soviétique de l'année
La distinction de footballeur soviétique de l'année (en russe : Футболист года в СССР) est une récompense décernée chaque année au meilleur joueur de football évoluant au sein du championnat national de l'Union soviétique.
Créé par l'hebdomadaire Футбол (Football) (en) après l'attribution du Ballon d'or à Lev Yachine en 1963, le prix est attribué de 1964 jusqu'à la disparition de l'Union soviétique et de son championnat à la fin de l'année 1991. Il est par la suite remplacé par les différents prix nationaux des anciennes républiques de l'union.
Cette récompense est attribuée sur la base d'un sondage réalisé au sein de la rédaction du magazine, chaque journaliste étant appelé à nommer dans l'ordre ses trois meilleurs joueurs pour l'année passée. La première place équivaut alors à un apport de trois points, la deuxième de deux et la troisième d'un seul. En définitive, le cumul de ces points permet de déterminer les trois meilleurs joueurs de la saison, celui en ayant obtenu le plus se voyant attribuer la récompense.
Le joueur le plus titré est Oleg Blokhine du Dynamo Kiev, qui a remporté le prix trois fois de suite entre 1973 et 1975 et apparaît en tout neuf fois dans les trois premières places entre 1973 et 1986. Il est suivi de Fiodor Tcherenkov, Ramaz Shengelia, Eduard Streltsov et Valeri Voronine qui l'ont tous emporté à deux reprises. Le Dynamo Kiev a vu jouer le plus grand nombre de lauréats, neuf éditions ayant été remportées par des joueurs du club, loin devant le Spartak Moscou, le Dinamo Tbilissi et le Torpedo Moscou qui en comptent chacun quatre.

## Liste des vainqueurs
| Année | Vainqueur (club) - nombre de points                 | Deuxième                                        | Troisième                                      |
| ----- | --------------------------------------------------- | ----------------------------------------------- | ---------------------------------------------- |
| 1964  | Valeri Voronine (Torpedo Moscou) - 186              | Valentin Ivanov (Torpedo Moscou) - 85           | Slava Metreveli (Dinamo Tbilissi) - 80         |
| 1965  | Valeri Voronine (Torpedo Moscou)                    | Eduard Streltsov (Torpedo Moscou)               |                                                |
| 1966  | Andriy Biba (Dynamo Kiev) - 94                      | Lev Yachine (Dynamo Moscou) - 75                | Albert Chesternev (CSKA Moscou) - 75           |
| 1967  | Eduard Streltsov (Torpedo Moscou) - 155             | Mourtaz Khourtsilava (Dinamo Tbilissi) - 84     | Anatoli Bychovets (Dynamo Kiev) - 31           |
| 1968  | Eduard Streltsov (Torpedo Moscou) - 206             | Mourtaz Khourtsilava (Dinamo Tbilissi) - 107    | Albert Chesternev (CSKA Moscou) - 41           |
| 1969  | Volodymyr Muntian (Dynamo Kiev) - 223               | Anzor Kavazachvili (Spartak Moscou) - 170       | Albert Chesternev (CSKA Moscou) - 76           |
| 1970  | Albert Chesternev (CSKA Moscou) - 298               | Vladimir Fedotov (CSKA Moscou) - 159            | Viktor Bannikov (Dynamo Kiev) - 73             |
| 1971  | Yevhen Rudakov (Dynamo Kiev) - 298                  | Viktor Kolotov (Dynamo Kiev) - 200              | Eduard Markarov (Ararat Erevan) - 61           |
| 1972  | Ievgueni Lovchev (Spartak Moscou) - 188             | Yevhen Rudakov (Dynamo Kiev) - 156              | Mourtaz Khourtsilava (Dinamo Tbilissi) - 140   |
| 1973  | Oleg Blokhine (Dynamo Kiev) - 207                   | Arkadi Andreasyan (Ararat Erevan) - 156         | Vladimir Pilguy (Dynamo Moscou) - 82           |
| 1974  | Oleg Blokhine (Dynamo Kiev) - 236                   | Volodymyr Veremeyev (Dynamo Kiev) - 62          | Aleksandr Prokhorov (Spartak Moscou) - 60      |
| 1975  | Oleg Blokhine (Dynamo Kiev) - 362                   | Volodymyr Veremeyev (Dynamo Kiev) - 108         | Ievgueni Lovchev (Spartak Moscou) - 99         |
| 1976  | Vladimir Astapovski (CSKA Moscou) - 256             | David Kipiani (Dinamo Tbilissi) - 136           | Oleg Blokhine (Dynamo Kiev) - 116              |
| 1977  | David Kipiani (Dinamo Tbilissi) - 323               | Oleg Blokhine (Dynamo Kiev) - 198               | Yuriy Dehteryov (en) (Chakhtior Donetsk) - 171 |
| 1978  | Ramaz Shengelia (Dinamo Tbilissi) - 235             | Oleg Blokhine (Dynamo Kiev) - 156               | Gueorgui Iartsev (Spartak Moscou) - 135        |
| 1979  | Vitali Staroukhine (Chakhtior Donetsk) - 248        | Vagiz Khidyatulline (Spartak Moscou) - 175      | Youri Gavrilov (Spartak Moscou) - 172          |
| 1980  | Aleksandr Tchivadze (Dinamo Tbilissi) - 259         | Oleg Blokhine (Dynamo Kiev) - 187               | Vagiz Khidyatulline (Spartak Moscou) - 103     |
| 1981  | Ramaz Shengelia (Dinamo Tbilissi) - 360             | Oleg Blokhine (Dynamo Kiev) - 217               | Leonid Buryak (Dynamo Kiev) - 112              |
| 1982  | Rinat Dasaev (Spartak Moscou) - 400                 | Anatoli Demyanenko (Dynamo Kiev) - 120          | Andreï Yakubik (Pakhtakor Tachkent) - 117      |
| 1983  | Fiodor Tcherenkov (Spartak Moscou) - 442            | Rinat Dasaev (Spartak Moscou) - 181             | Aleksandr Tchivadze (Dinamo Tbilissi) - 91     |
| 1984  | Hennadyy Litovchenko (Dniepr Dniepropetrovsk) - 397 | Mikhaïl Birioukov (en) (Zénith Léningrad) - 222 | Youri Gavrilov (Spartak Moscou) - 75           |
| 1985  | Anatoli Demyanenko (Dynamo Kiev) - 409              | Oleh Protasov (Dniepr Dniepropetrovsk) - 393    | Fiodor Tcherenkov (Spartak Moscou) - 306       |
| 1986  | Oleksandr Zavarov (Dynamo Kiev) - 357               | Igor Belanov (Dynamo Kiev) - 313                | Oleg Blokhine (Dynamo Kiev) - 81               |
| 1987  | Oleh Protasov (Dniepr Dniepropetrovsk) - 256        | Oleksiy Mykhaylychenko (Dynamo Kiev) - 144      | Rinat Dasaev (Spartak Moscou) - 120            |
| 1988  | Oleksiy Mykhaylychenko (Dynamo Kiev) - 482          | Rinat Dasaev (Spartak Moscou) - 109             | Fiodor Tcherenkov (Spartak Moscou) - 81        |
| 1989  | Fiodor Tcherenkov (Spartak Moscou) - 345            | Stanislav Tchertchessov (Spartak Moscou) - 172  | Volodymyr Bezsonov (Dynamo Kiev) - 164         |
| 1990  | Igor Dobrovolski (Dynamo Moscou) - 259              | Sergueï Iouran (Dynamo Kiev) - 115              | Aleksandr Mostovoï (Spartak Moscou) - 68       |
| 1991  | Igor Kolyvanov (Dynamo Moscou) - 229                | Aleksandr Mostovoï (Spartak Moscou) - 153       | Igor Korneïev (CSKA Moscou) - 148              |

## Bilan

### Bilan par joueur
Sont listés ici les joueurs apparus au moins deux fois sur le podium.
| Joueur                 | Total | Vainqueur | Deuxième | Troisième | Éditions remportées |
| ---------------------- | ----- | --------- | -------- | --------- | ------------------- |
| Oleg Blokhine          | 9     | 3         | 4        | 2         | 1973, 1974, 1975    |
| Fiodor Tcherenkov      | 4     | 2         | 0        | 2         | 1983, 1989          |
| Rinat Dasaev           | 4     | 1         | 2        | 1         | 1982                |
| Albert Chesternev      | 4     | 1         | 0        | 3         | 1970                |
| Eduard Streltsov       | 3     | 2         | 1        | 0         | 1967, 1968          |
| Mourtaz Khourtsilava   | 3     | 0         | 2        | 1         |                     |
| Valeri Voronine        | 2     | 2         | 0        | 0         | 1964, 1965          |
| Ramaz Shengelia        | 2     | 2         | 0        | 0         | 1978, 1981          |
| Yevhen Rudakov         | 2     | 1         | 1        | 0         | 1971                |
| David Kipiani          | 2     | 1         | 1        | 0         | 1977                |
| Anatoli Demyanenko     | 2     | 1         | 1        | 0         | 1985                |
| Oleh Protasov          | 2     | 1         | 1        | 0         | 1987                |
| Oleksiy Mykhaylychenko | 2     | 1         | 1        | 0         | 1988                |
| Ievgueni Lovchev       | 2     | 1         | 0        | 1         | 1972                |
| Aleksandr Tchivadze    | 2     | 1         | 0        | 1         | 1980                |
| Volodymyr Veremeyev    | 2     | 0         | 2        | 0         |                     |
| Vagiz Khidyatulline    | 2     | 0         | 1        | 1         |                     |
| Aleksandr Mostovoï     | 2     | 0         | 1        | 1         |                     |
| Youri Gavrilov         | 2     | 0         | 0        | 2         |                     |

### Bilan par club
| Club                   | Vainqueur | Deuxième | Troisième |
| ---------------------- | --------- | -------- | --------- |
| Dynamo Kiev            | 9         | 12       | 6         |
| Spartak Moscou         | 4         | 6        | 10        |
| Dinamo Tbilissi        | 4         | 3        | 3         |
| Torpedo Moscou         | 4         | 2        | 1         |
| CSKA Moscou            | 2         | 1        | 4         |
| Dynamo Moscou          | 2         | 1        | 2         |
| Dniepr Dniepropetrovsk | 2         | 1        | 0         |
| Chakhtior Donetsk      | 1         | 0        | 1         |
| Ararat Erevan          | 0         | 1        | 1         |
| Zénith Léningrad       | 0         | 1        | 0         |
| Pakhtakor Tachkent     | 0         | 0        | 1         |